# Acilius mediatus
Acilius mediatus là một loài bọ cánh cứng trong họ Bọ nước. Loài này được Say miêu tả khoa học năm 1823.